# Loebas (stripfiguur)
Loebas (Engels: Bolivar) is de Sint-Bernard van Donald Duck. 
Hij verscheen voor het eerst in 1936 in het korte tekenfilmpje Alpine Climbers (samen met Mickey Mouse, Donald Duck en Pluto). Vanaf 1938 kwam hij ook voor in de krantenstrips die werden getekend door Al Taliaferro. Deze strips worden nog regelmatig in de Nederlandse Donald Duck gepubliceerd, hetzij als opvulling in de brievenbus, hetzij als weekstrip. Later is Loebas als stripfiguur gebruikt door diverse andere tekenaars, waaronder Carl Barks.

## Herkomst
Er zijn verschillende verklaringen voorgesteld voor de herkomst van Loebas:
- Loebas komt oorspronkelijk uit een nest welpen in Heidehoogt, dit is te lezen in Donald Duck 40-2008 Dierendag in Duckstad van de Spaanse tekenaar Maria José Sánchez Núñez.
- De komst van Loebas naar Donalds huis wordt verklaard in Donald Duck 7-1985, in het verhaal Donald Duck en Loebas van de Chileense tekenaar Vicar. Oorspronkelijk gaat het hier om een andere Sint-Bernard, in de vertaling naar het Nederlands is dit Loebas geworden.